# 唐·格雷特
唐纳德·格雷特（英語：Donald Grate，1923年8月27日—2014年11月22日），美国前职业篮球运动员、棒球运动员。